# Pitomi kesten
Pitomi kesten (šumski kesten, europski kesten; lat. Castanea sativa) jedna je od 9 vrsta u rodu Castanea koji je predstavnik porodice bukovki (Fagaceae). Plod pitomog kestena je jedna od prvih namirnica koju je čovjek jeo i za to postoje arheološki dokazi. Kesten najviše raste u južnoj Europi i Sredozemlju, a povjesničari kažu da se počeo širiti po Europi preko Grčke. 
Ime vrste je europski ili šumski kesten, a ime roda je pitomi kesten ili pitomi kostanj.

## Opis biljke
Drvo kestena je u srodstvu s bukvom i hrastom, dugovječno, može narasti do 25 m uvis s bujnom, velikom krošnjom i godišnje dati preko 200 kg plodova i može doseći i starost preko 500 godina. Botaničari kesten ubrajaju u voćke, no zbog načina i mjesta rasta spada i u šumsko drveće. Mjestimično čini i šume, a često se javlja u zajednici s hrastom kitnjakom i grabom (na Medvednici). Ima ga po obroncima Učke i okolici Lovrana i Opatije, gdje se odavno cijepi plemkama maruna (kesten dubenac).
Kora mu je glatka i sivosmeđa. Listovi su duguljasti, krupno nazubljeni, 8-18 cm dugi i 3-6 cm široki, na licu goli na naličju dlakavi. Cvjetovi se pojavljuju tek početkom lipnja, kada su već listovi potpuno razvijeni. Smeđi orašasti plodovi su na površini sjajni, polukuglasti ili zaobljeno plosnati i dozrijevaju početkom listopada, a smješteni su po jedan do tri u velikom ježolikom tobolcu.
Raste najbolje na kiselom tlu bez vapna, a ne podnosi veću vlagu.

## Povijest
U armenskoj regiji već su u prapovijesti koristili drvo i plodove kestena. Uzgoj plodova započinje u razdoblju od 9. do 7. stoljeća prije Krista na području između Kaspijskog i Crnog mora. Odavde se brzo raširio u Aziju, Grčku i na Balkan.
U drevnoj Grčkoj slatki kesten široko se uzgajao u Sparti, na primjer od kestena su pekli crni kruh,te radili brašno i juhu od njega. Kesteni se spominju u djelima Izaije, Homera, Ksenofona i Hipokrata. Grci, Feničani i Židovi trguju plodovima kestena diljem Mediterana. U Velikoj Grčkoj (Magna Graecia), posebno u Calabriji, posađen je velik broj kestena.
Rimljani su širili slatki kesten u cijelom Rimskom Carstvu sve do Velike Britanije, pored kestena i drva također su koristili med i kao lijek koru, lišće i cvijeće. Mnogi su rimski književnici pisali o kestenu-  Plinije stariji, Kolumela, Virgilije, Ovidije i Dioskurid. Kuhar Apicius navodi brojne recepte za jela od kestena. Općenito, slatki kesten bio je tada visoko cijenjena namirnica.

## Plod
Plod kestena spada u nutritivno visokovrijedne namirnice: 53 % čini voda, 2,9 grama su bjelančevine, 44 grama su ugljikohidrati, a glavni sastojak je škrob oko 44% u sirovoj sjemenci, po čijoj je količini usporediv s krumpirom. Iz tog se razloga od njegovih plodova proizvodi i brašno, koje pomiješano s brašnom žitarica daje punovrijedna peciva i kruh. Uporaba brašna je osobito rasprostranjena u Francuskoj, Italiji i Španjolskoj. Brašno karakterizira znatna količina šećera koji se stvara u osušenom plodu.   Plod kestena je još bogat kalcijem, kalijem, a sadrži i fosfor, željezo, većinu vitamina B skupine. Kesten je lako probavljiv, a bjelančevine (4%) koje sadrži po vrijednosti su s onima iz jaja. 
S obzirom na to da drvo kestena kasno cvjeta, odlična je ispaša za pčele i tada jedini izvor peluda i nektara. Kestenov med je vrlo ljekovit i pomaže kod gastritisa, štiti jetru, pridonosi boljoj cirkulaciji.
Plodovi koji se skuhaju ili ispeku vrlo su ukusni i omiljeno samostalno jelo ili se pripremaju kao pire, u juhama, kao dodatak raznim slasticama i jelima.

## Ljekovitost
Kesten je i ljekovita biljka, ljekoviti dijelovi su list i kora. Primarno je djelovanje protupalno i stežuće, zbog sadržaja tanina.

## Kesten u mjestopisima u Republici Hrvatskoj
Hrvatska Kostajnica, Kostanjevac, Kostanjica, Kostanje...